# 弗勒 (杜省)
弗勒（法語：Feule，法語發音：[fœl]）是法国杜省的一个市镇，位于该省东部，属于蒙贝利亚尔区。

## 地理
弗勒（47°20'41"N, 6°43'59"E）面积3.76 平方千米，位于法国勃艮第-弗朗什-孔泰大區杜省，该省份为法国东部内陆省份，北起上索恩省，西接汝拉省，东部及东南部与瑞士接壤，东北部与贝尔福地区省接壤。
与弗勒接壤的市镇（或旧市镇、城区）包括：讷沙泰勒于蒂耶尔、索勒蒙、维拉尔苏当茹、莱泰尔德绍。

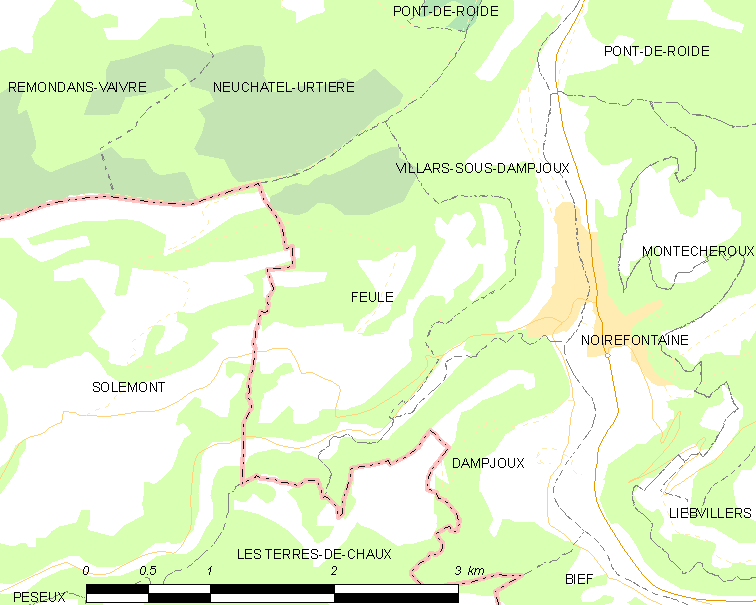
的OSM定位图

弗勒的时区为UTC+01:00、UTC+02:00（夏令时）。

## 行政
弗勒的邮政编码为25190，INSEE市镇编码为25239。

## 政治
弗勒所属的省级选区为瓦朗蒂涅县。

## 人口

1962-2008年间人口变化图示

弗勒于2022年1月1日时的人口数量为189人。